# Merve Boluğur
Merve Boluğur (Istanbul, 16 settembre 1987) è un'attrice e modella turca.

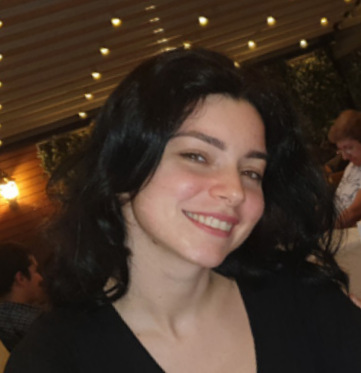

Acquisisce notorietà nel 2006, quando ottiene il ruolo della protagonista Ayşegül nella serie televisiva turca Acemi Cadı, ispirata dalla fiction statunitense Sabrina, vita da strega, mentre nel 2010 è protagonista di Küçük Sırlar, un adattamento di Gossip Girl. Nel 2013 interpreta Nûr Bânû nella fiction Il Secolo Magnifico.
Per quanto riguarda l'attività di modella, nel 2012 ha svolto un servizio fotografico per il numero di giugno dell'edizione turca di Cosmopolitan, nel quale era in copertina. In Turchia è stata anche protagonista di compagne pubblicitarie per noti marchi, tra i quali Algida, Rexona e Burger King.

## Filmografia
- Keloğlan Karaprens'e Karşı, regia di Tayfun Güneyer (2006)
- Gomeda, regia di Tan Tolga Demirci (2007)
- Acemi Cadı - serie TV (2006-2007)
- Aşk Yeniden - serie TV (2007)
- Hoşçakal Güzin - film TV, diretto da Hosça kal Güzin (2008)
- Kül ve Ateş - serie TV (2009)
- Küçük Sırlar - serie TV (2010-2011)
- Kuzey Güney - serie TV (2011-2013)
- Il Secolo Magnifico (Muhteşem Yüzyıl) - serie TV (2013 - in produzione)